# دوريس روبي
دوريس روبي (بالإنجليزية: Doris Ruby)‏ هي راقصة أمريكية، ولدت في 1927، وتوفيت في 16 ديسمبر 1951.